# Stenoplesictis
Lo stenoplesitto (gen. Stenoplesictis) è un mammifero carnivoro estinto, imparentato con i viverridi. Visse nell'Oligocene inferiore (circa 32 milioni di anni fa) e i suoi resti fossili sono stati ritrovati in Europa (Francia).

## Descrizione
Questo animale era molto simile alle genette attuali, anche se possedeva caratteristiche più primitive, soprattutto per quanto riguarda la dentatura. Al contrario di carnivori coevi come Cynodictis e Amphicynodon, questo animale possedeva denti carnassiali (ovvero i denti taglienti tipici dei carnivori) più alti e dotati di lame meglio differenziate. Vi era inoltre uno sviluppo della superficie dorsale più piatta e una riduzione del secondo molare (il terzo era già scomparso). Stenoplesictis non doveva superare i 4 chilogrammi di peso.

## Classificazione
Stenoplesictis fa parte degli stenoplesittidi (Stenoplesictidae), un gruppo di carnivori dell'Oligocene vicini all'origine della famiglia dei viverridi, nell'ambito dei feliformi. Questi animali, di cui fanno parte anche Palaeoprionodon, Haplogale e Stenogale, potrebbero essere stati vicini anche all'origine dei felidi. Attualmente, l'animale più strettamente imparentato con questi animali potrebbe essere lo zibetto delle palme africano (Nandinia binotata), un carnivoro arboricolo che abita le foreste tropicali. La specie tipo di Stenoplesictis è S. cayluxi, i cui fossili provengono dalle fosforiti di Quercy in Francia. Altre specie attribuite allo stesso genere (S. simplex, S. indigenus) sono state ritrovate in Asia centrale, ma l'appartenenza a Stenoplesictis è stata messa in dubbio: S. simplex è stato riferito alla specie Asiavorator gracilis, mentre S. indigenus è stato attribuito a un nuovo genere di feliformi, Alagtsavbaatar (Egi et al., 2016).